# 애틀랜타
애틀랜타(Atlanta, 문화어: 애틀란타)는 미국 동남부 조지아주의 주도이자 2021년 미국 센서스국의 ACS 설문조사 결과 기준 도시 내 인구 498,715명, 광역권 인구 6,144,050명으로 미국 내에서 9번째로 규모가 큰 광역 도시권의 중심 도시이다.
애틀랜타는 1990년대와 2000년대 집중적인 개발 활동을 통해 지역 중심도시에서 국제적 영향력이 있는 글로벌 도시로 탈바꿈했다. 특히 애틀랜타 광역권은 2000년-2006년 사이 20.5% 성장하며 미국 내에서 가장 빠른 성장세를 보이는 도시권으로 자리잡았다.
1960년대 애틀랜타는 마틴 루터 킹 주니어의 출생지이자 민권 운동의 중심지였으며, 도시 내에 존재하던 역사적 흑인 대학 출신의 학생들이 이 과정에 큰 역할을 하였다. 널리 알려진 남부기독교지도회의와 학생 비폭력 조정 위원회가 애틀랜타에 본부를 두고 활동한 바 있다.
현재도 애틀랜타는 주변 지역 케이블 텔레비전 프로그램의 중심지로, CNN의 본부 또한 애틀랜타에 있다.

## 지리와 도시 경관

### 지형
애틀랜타 시는 총면적 343.0km2 (132.4 스퀘어 마일)이다. 평균 고도는 해수면 기준 대략 320m로, 채터후치강 남부의 능선 꼭대기에 있다. 덴버에서 동쪽에 있는 모든 도시 중 평균고도가 가장 높은 곳이다.
동부 대륙 분할선이 애틀랜타를 지나간다. 북부와 서부에 내린 비나 눈이 녹은 물은 채터후치강을 통해 멕시코만으로 향하지만 남부와 동부에 내린 비는 최종적으로 대서양으로 향한다.
북서부 경계에 위치한 강의 자연 서식지 대부분은 채터후치강 국립 휴양지로 지정되어 보존되고 있다. 그러나 가뭄이 지속되는 동안에 생활용수 사용량이 급증하고, 반대로 홍수 시에는 불어난 물을 타고 공해물질이 남부로 확산되어 남쪽으로 조지아주와 접한 앨라배마주나 플로리다주와 분쟁이 발생하기도 한다.

### 기후
| 애틀랜타 (하츠필드 잭슨 애틀랜타 국제공항)의 기후                                              | 애틀랜타 (하츠필드 잭슨 애틀랜타 국제공항)의 기후 | 애틀랜타 (하츠필드 잭슨 애틀랜타 국제공항)의 기후 | 애틀랜타 (하츠필드 잭슨 애틀랜타 국제공항)의 기후 | 애틀랜타 (하츠필드 잭슨 애틀랜타 국제공항)의 기후 | 애틀랜타 (하츠필드 잭슨 애틀랜타 국제공항)의 기후 | 애틀랜타 (하츠필드 잭슨 애틀랜타 국제공항)의 기후 | 애틀랜타 (하츠필드 잭슨 애틀랜타 국제공항)의 기후 | 애틀랜타 (하츠필드 잭슨 애틀랜타 국제공항)의 기후 | 애틀랜타 (하츠필드 잭슨 애틀랜타 국제공항)의 기후 | 애틀랜타 (하츠필드 잭슨 애틀랜타 국제공항)의 기후 | 애틀랜타 (하츠필드 잭슨 애틀랜타 국제공항)의 기후 | 애틀랜타 (하츠필드 잭슨 애틀랜타 국제공항)의 기후 | 애틀랜타 (하츠필드 잭슨 애틀랜타 국제공항)의 기후 |
| 월                                                                                             | 1월                                               | 2월                                               | 3월                                               | 4월                                               | 5월                                               | 6월                                               | 7월                                               | 8월                                               | 9월                                               | 10월                                              | 11월                                              | 12월                                              | 연간                                              |
| ---------------------------------------------------------------------------------------------- | ------------------------------------------------- | ------------------------------------------------- | ------------------------------------------------- | ------------------------------------------------- | ------------------------------------------------- | ------------------------------------------------- | ------------------------------------------------- | ------------------------------------------------- | ------------------------------------------------- | ------------------------------------------------- | ------------------------------------------------- | ------------------------------------------------- | ------------------------------------------------- |
| 역대 최고 기온 °C (°F)                                                                         | 26 (79)                                           | 27 (81)                                           | 32 (89)                                           | 34 (93)                                           | 36 (97)                                           | 41 (106)                                          | 41 (105)                                          | 40 (104)                                          | 39 (102)                                          | 37 (98)                                           | 29 (84)                                           | 26 (79)                                           | 41 (106)                                          |
| 일평균 최고 기온 °C (°F)                                                                       | 12.2 (54.0)                                       | 14.6 (58.2)                                       | 18.8 (65.9)                                       | 23.2 (73.8)                                       | 27.3 (81.1)                                       | 30.6 (87.1)                                       | 32.3 (90.1)                                       | 31.7 (89.0)                                       | 28.8 (83.9)                                       | 23.6 (74.4)                                       | 17.8 (64.1)                                       | 13.4 (56.2)                                       | 22.9 (73.2)                                       |
| 일일 평균 기온 °C (°F)                                                                         | 7.1 (44.8)                                        | 9.2 (48.5)                                        | 13.1 (55.6)                                       | 17.3 (63.2)                                       | 21.8 (71.2)                                       | 25.5 (77.9)                                       | 27.2 (80.9)                                       | 26.8 (80.2)                                       | 23.8 (74.9)                                       | 18.2 (64.7)                                       | 12.3 (54.2)                                       | 8.5 (47.3)                                        | 17.6 (63.6)                                       |
| 일평균 최저 기온 °C (°F)                                                                       | 2.0 (35.6)                                        | 3.8 (38.9)                                        | 7.4 (45.3)                                        | 11.4 (52.5)                                       | 16.3 (61.3)                                       | 20.3 (68.6)                                       | 22.1 (71.8)                                       | 21.8 (71.3)                                       | 18.8 (65.9)                                       | 12.7 (54.9)                                       | 6.8 (44.2)                                        | 3.6 (38.4)                                        | 12.3 (54.1)                                       |
| 역대 최저 기온 °C (°F)                                                                         | −22 (−8)                                          | −23 (−9)                                          | −12 (10)                                          | −4 (25)                                           | 3 (37)                                            | 4 (39)                                            | 12 (53)                                           | 13 (55)                                           | 2 (36)                                            | −2 (28)                                           | −16 (3)                                           | −18 (0)                                           | −23 (−9)                                          |
| 평균 강수량 mm (인치)                                                                          | 117 (4.59)                                        | 116 (4.55)                                        | 119 (4.68)                                        | 97 (3.81)                                         | 90 (3.56)                                         | 115 (4.54)                                        | 121 (4.75)                                        | 109 (4.30)                                        | 97 (3.82)                                         | 83 (3.28)                                         | 101 (3.98)                                        | 116 (4.57)                                        | 1,281 (50.43)                                     |
| 평균 강설량 cm (인치)                                                                          | 2.5 (1.0)                                         | 1.0 (0.4)                                         | 1.0 (0.4)                                         | 0.0 (0.0)                                         | 0.0 (0.0)                                         | 0.0 (0.0)                                         | 0.0 (0.0)                                         | 0.0 (0.0)                                         | 0.0 (0.0)                                         | 0.0 (0.0)                                         | 0.0 (0.0)                                         | 1.0 (0.4)                                         | 5.6 (2.2)                                         |
| 평균 강수일수 (≥ 0.01 인치)                                                                    | 11.1                                              | 10.4                                              | 10.5                                              | 8.9                                               | 9.4                                               | 11.1                                              | 12.0                                              | 10.2                                              | 7.3                                               | 6.8                                               | 7.9                                               | 10.7                                              | 116.3                                             |
| 평균 강설일수 (≥ 0.01 인치)                                                                    | 0.7                                               | 0.3                                               | 0.1                                               | 0.0                                               | 0.0                                               | 0.0                                               | 0.0                                               | 0.0                                               | 0.0                                               | 0.0                                               | 0.0                                               | 0.4                                               | 1.5                                               |
| 평균 상대 습도 (%)                                                                             | 67.6                                              | 63.4                                              | 62.4                                              | 61.0                                              | 67.2                                              | 69.8                                              | 74.4                                              | 74.8                                              | 73.9                                              | 68.5                                              | 68.1                                              | 68.4                                              | 68.3                                              |
| 평균 월간 일조시간                                                                             | 164.0                                             | 171.7                                             | 220.5                                             | 261.2                                             | 288.6                                             | 284.8                                             | 273.8                                             | 258.6                                             | 227.5                                             | 238.5                                             | 185.1                                             | 164.0                                             | 2,738.3                                           |
| 가능 일조율                                                                                    | 52                                                | 56                                                | 59                                                | 67                                                | 67                                                | 66                                                | 63                                                | 62                                                | 61                                                | 68                                                | 59                                                | 53                                                | 62                                                |
| 출처: 미국 해양대기청 (평년값: 1991년~2020년, 극값: 1878년~현재, 상대습도/일조: 1961년~1990년) |                                                   |                                                   |                                                   |                                                   |                                                   |                                                   |                                                   |                                                   |                                                   |                                                   |                                                   |                                                   |                                                   |

### 도시 개발
2006년 4월 19일로 봐서 애틀랜타는 60개 이상의 새로운 고층 혹은 중층 건물들과 함께 혹은 건설 아래 건설과 소매 붐의 중심지에 있다.
애틀랜타는 비슷한 인구 밀도의 도시들 중에 머릿수로 나누어 공원 대지의 지역에서 최하위 순위에 있다. 하지만 도시는 "나무들의 도시" 혹은 "숲에 있는 도시"로서 명성을 가졌으며 비지니스 구역들을 넘어서 스카이라인은 외곽들로 들어가 퍼지는 울창한 숲속으로 간다. 1985년에 창설된 트리스 애틀랜타는 68,000 그루 이상의 그늘 나무들을 심고 분배하였다.
다운타운 애틀랜타의 북부로 8 마일되는 도시의 북부 구역 버크헤드는 부유한 이웃들을 나타낸다. 그 지역은 미국에서 가장 부유한 이웃들 중의 하나로서 시종 인관하여 순위에 들었다. 애틀랜타의 동부는 최신 유행의 도시 이웃들을 자랑한다. 도시의 남서부 구역 콜리어하이츠는 도시의 부유하고 엘리트층의 아프리카계 미국인 인구가 산다.

## 역사

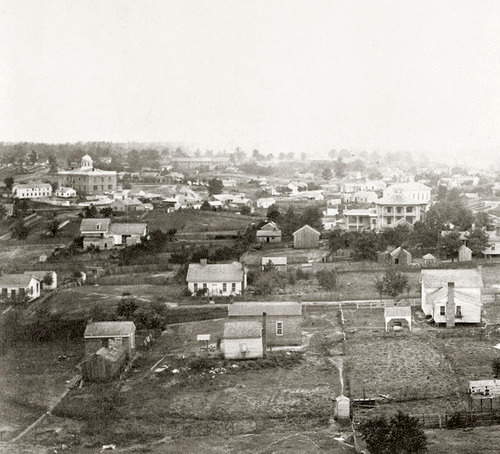
1864년의 애틀랜타

애틀랜타와 그 외곽들이 건설된 지방은 원래 크리크족과 체로키족 인디언들의 영토였다. 1813년 미영 전쟁에서 영국군들을 보조하는 데 그들에 의하여 보충된 크리크족은 앨라배마주 남서부에 있는 포크밈스를 공격하여 불태웠다. 갈등이 확대되었고 크리크 전쟁으로 알려지게 되었다. 응답에 미국은 오늘날 조지아주 더큘라에서 호그산의 정상에 포트대니얼과 포트길머를 포함한 오크멀지강과 채터후치강을 따라 요새들을 건설하였다. 포트길머는 소나무로 믿어진 큰 나무를 따서 이름이 지어진 "피치트리 스탠딩"으로 불린 중요한 인디언 현장의 옆으로 위치하였다. "Pitch"란 단어가 "peach"로 오해되어 현장의 이름이 되었다. 현장은 전통적으로 피치트리 지류가 채터후치강으로 들어가 흐르는 절정에 크리크족과 체로키족 대지들 사이의 경계에 인디언들의 회의 장소로 특정을 지었다. 요새는 곧 포트피치트리로 다시 이름이 지어졌다.
디케이터를 포함한 메트로 지역의 동부에 있는 크리크족의 대지는 1823년 백인들의 정착지로 개장되었다. 1835년 체로키족 국가의 지도자들은 결국적으로 "눈물의 길"로 이끈 결의서 뉴에코타 조약 아래 서부로 외부의 대지를 위한 교환에서 정부에게 자신들의 대지를 양도하였다.
1836년 조지아주 총회는 중서부로 향하는 통상로를 마련하는 데 웨스턴 철도와 애틀랜틱 철도를 건설하는 데 투표하였다. 1838년과 1839년 사이에 체로키족들의 강제 퇴거에 이어 새롭게 인구가 줄어든 지역은 철도의 건설을 위하여 개장되었다. 그 일은 지역이 "애틀랜타"로 빠르게 짧아진 "애틀랜티카-퍼시피카"로 새로 이름이 지어지는 데 제안되었다. 타운은 1847년 12월 29일 애틀랜타로 합병되었다. 인구는 1860년까지 9,544명으로 자라났다.

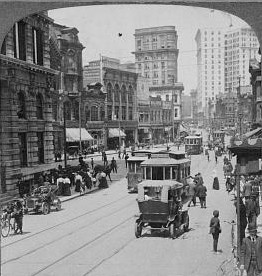
1907년의 피치트리 거리

남북 전쟁이 일어난 동안 애틀랜타는 중요한 철도와 군사 공급지로 지냈다. 1864년 도시는 북군의 주요 침입의 목표가 되었다. 이제 애틀랜타에 의하여 덮어진 지역은 몇몇 전투들의 장면이었다. 북군의 윌리엄 T. 셔먼 장군은 교회와 병원들을 살려두었어도 자신의 남부로 행렬을 위한 준비에 애틀랜타가 땅으로 불에 타도록 명령을 내렸다.
도시의 재건은 단계적이었다. 1868년 애틀랜타는 주도로 지내는 데 5번째 도시가 되었다. 하지만 도시가 번창하면서 민족과 인종의 긴장들이 쌓였다. 1906년 애틀랜타 인종 학살은 최소한 27명의 사망과 70명의 부상을 남겼다.
1939년 12월 15일 도시는 본고장 출신 마거릿 미첼의 베스트셀링 소설에 기초를 둔 영화 《바람과 함께 사라지다》의 개봉을 개최하였다.
제2차 세계 대전이 일어난 동안 매리에타 외곽에서 벨 에어크래프트 공장 같은 제조업이 도시의 인구의 경제를 자랑하는 도움을 주었다. 전쟁이 끝난지 짧은 후에 애틀랜타에서 미국 질병통제예방센터가 창립되었다.

### 민권 운동

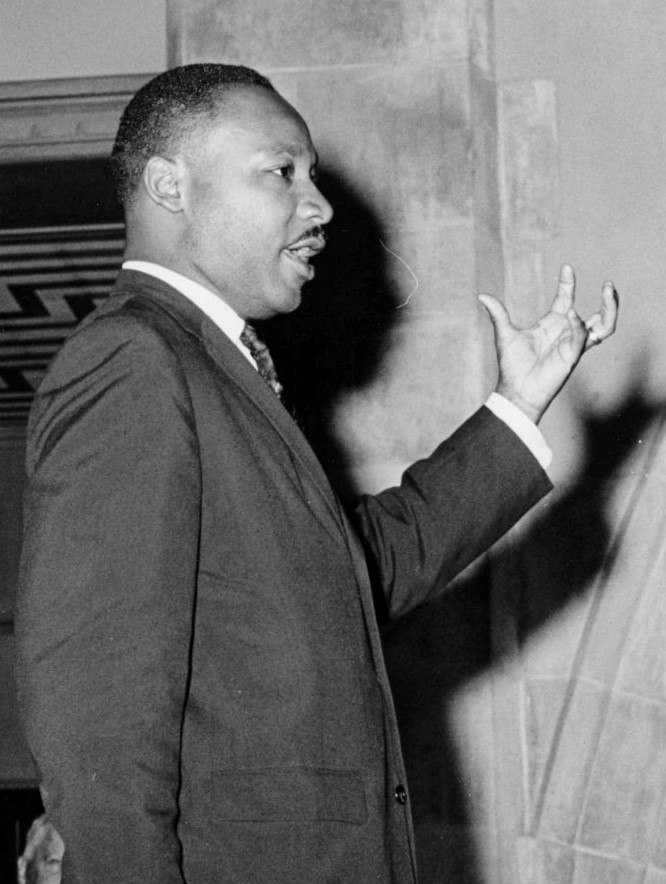
마틴 루터 킹 주니어 (1963년)

아프리카계 미국인 민권 운동을 알리는 도움을 준 미국 대법원의 현저한 브라운 대 토피카 교육위원회 재판 결정이 일어나 애틀랜타에서 인종적 긴장들은 폭력의 행위로 자신들을 표현하기 시작하였다.
1960년대에 애틀랜타는 침례교 목사 마틴 루터 킹 주니어와 도시의 역사적 흑인 대학들에서 온 학생들이 운동의 리더십에서 주요 역할을 하면서 민권 운동의 주요 결성 중심지였다. 2개의 가장 중요한 민권 조직들 - 남부기독교지도회의와 학생 비폭력 조정 위원회가 애틀랜타에 자신들의 본부를 두었다.
민권 운동 시대 동안 어떤 인종 항의들에 불구하고, 애틀랜타의 정치와 비지니스 지도자들은 "미워하는 데 너무 바쁜 도시"로서 애틀랜타의 이미지를 육성하는 데 노력하였다. 1961년 아이번 앨린 주니어는 애틀랜타의 공공 학교들의 인종 차별 대우 폐지를 지지하는 데 몇몇의 남부 백인 시장들 중의 하나가 되었다.

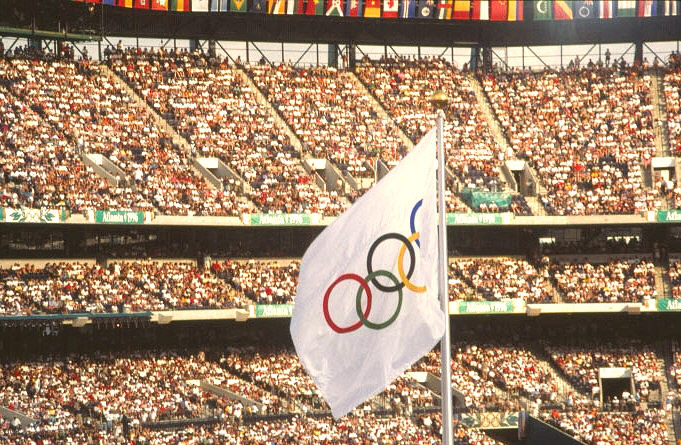
1996년 하계 올림픽의 개막식

흑인 애틀랜타 시민들은 1973년 첫 아프리카계 미국인 시장의 선거와 함께 자라나는 정치적 영향력을 논증하였다. 그들은 20세기 후반 동안 도시에서 대다수 민족이 되었으나 교외화, 가격 상승, 겅제 급등과 새로운 이주자들이 도시에서 그들의 퍼센티지를 1990년 66.8 퍼센트에서 2004년 대략 54 퍼센트로 줄였다. 백인 거주민들의 유입에 추가로 히스패닉과 아시아인 이민자들도 또한 도시의 인구 통계를 변경하고 있다.
1990년 애틀랜타는 1996년 하계 올림픽의 개최지로서 선발되었다. 공고에 이어 애틀랜타는 도시의 공원들, 스포츠 시설들과 교통을 향상시키는 데 몇몇의 주요 건설 계획들을 착수하였다. 애틀랜타는 하계 올림픽을 개최하는 데 미국의 3번째 도시가 되었다. 경기 자신들은 센테니얼 올림픽 공원 폭발 사건에 의하여 훼손되었다.
현대의 애틀랜타는 어쩌다 재빠른 번창과 도시의 스프롤 현상을 경험한 도시들을 위하여 포스터 어린이로 숙고되었다. 하지만 도시는 그 친환경 정책들로 미국 환경보호청 같은 기관들에 의하여 위탁되어 왔다.

## 정부와 정치

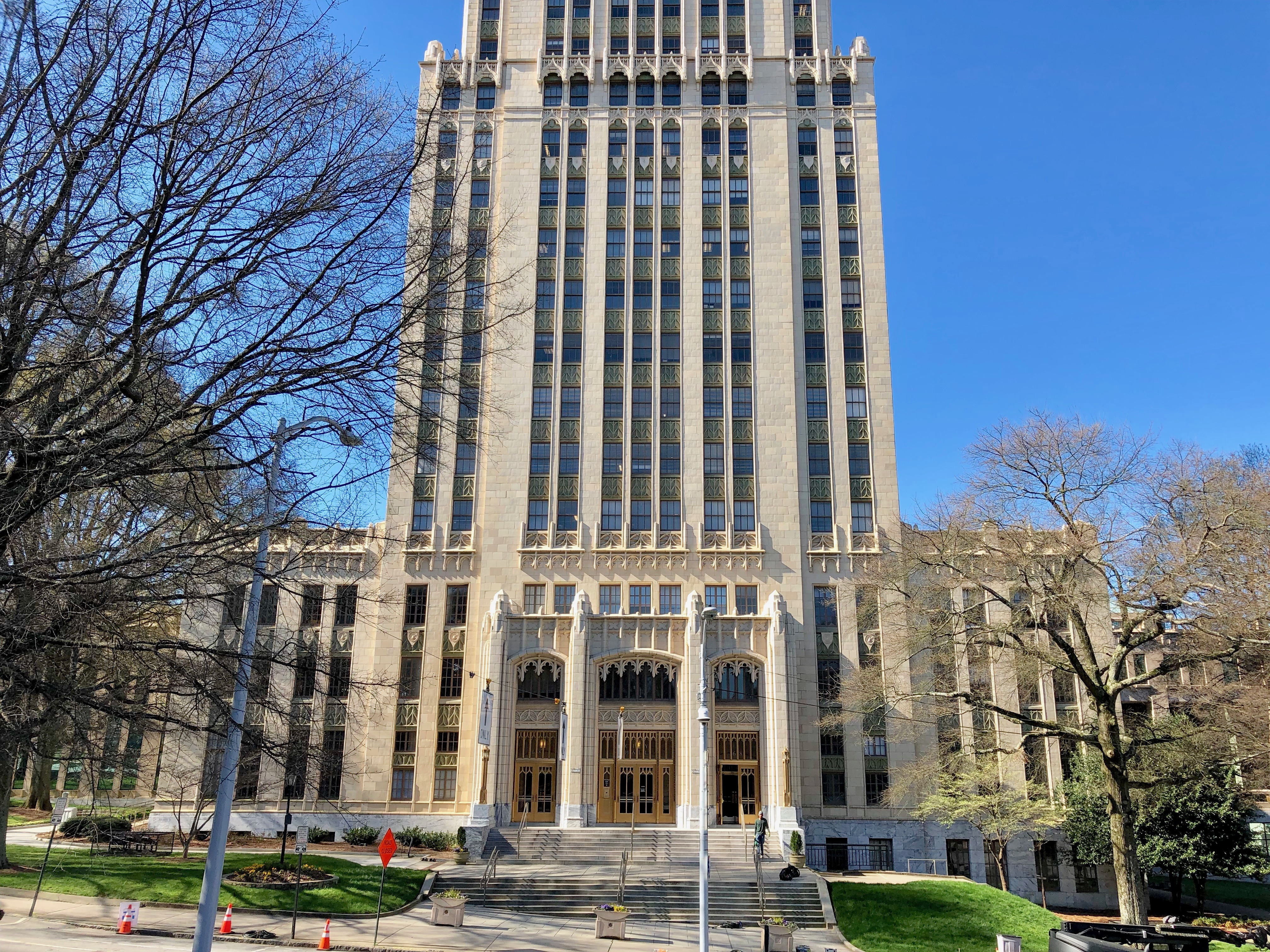
애틀랜타 시청

애틀랜타는 시장과 시의회에 의하여 통치된다. 시의회는 15명의 대표들로 이루어지고 도시의 12개 구역들의 각각에서 온 1명과 큰 위치에 3명이다. 시장은 시의회에 의하여 통과된 법안을 거부할 수 있으나 시의회는 3분의 2와 함께 거부권을 번복할 수 있다.
1973년 이래 선출된 모든 시장은 흑인으로 지내왔다. 메이나드 잭슨은 2개의 기간을 지냈고 1982년 앤드루 영에 의하여 계승되었다. 잭슨은 1990년 3번째 기간을 위하여 복귀하였다가 빌 캠벨에 의하여 계승되었다. 2001년 셜리 프랭클린은 시장으로 선출되는 데 첫 여성이자 남부의 주요 도시의 시장으로서 지내는 데 첫 아프리카계 미국인 여성이 되었다. 그녀는 2005년 두번째 기간을 위하여 재선되어 투표의 90 퍼센트를 얻었다.
캠벨 행정부 동안 애틀랜타의 도시 정치는 부패로 악명 높은 평판에 시달렸고, 연방 배심원은 그가 도시의 계약자들과 떠난 여행이 있던 동안 받은 도박의 수입과 연결에서 탈세의 3개 소인들에 전 시장에게 유죄 판결을 내렸다.
주도로서 애틀랜타는 조지아주 정치의 대부분의 소재지이다. 다운타운에 위치한 주 의사당은 주 회의는 물론 주지사, 부지사와 주무장관의 사무소들을 유숙한다. 애틀랜타는 또한 애틀랜타-풀턴 도서관 제도를 위한 책임을 나누는 풀턴군의 군 소재지이다.
도시는 톱 25의 가장 위험한 대도시들에 있어 왔으며 1994년 최악으로 순위에 들었고, 현재 17번째로 가장 위험한 대도시로서 순위에 들었다. 애틀랜타를 위한 범죄 통계에 의하면 도시에서 범죄는 국가 수준의 훨씬 위다.

## 경제

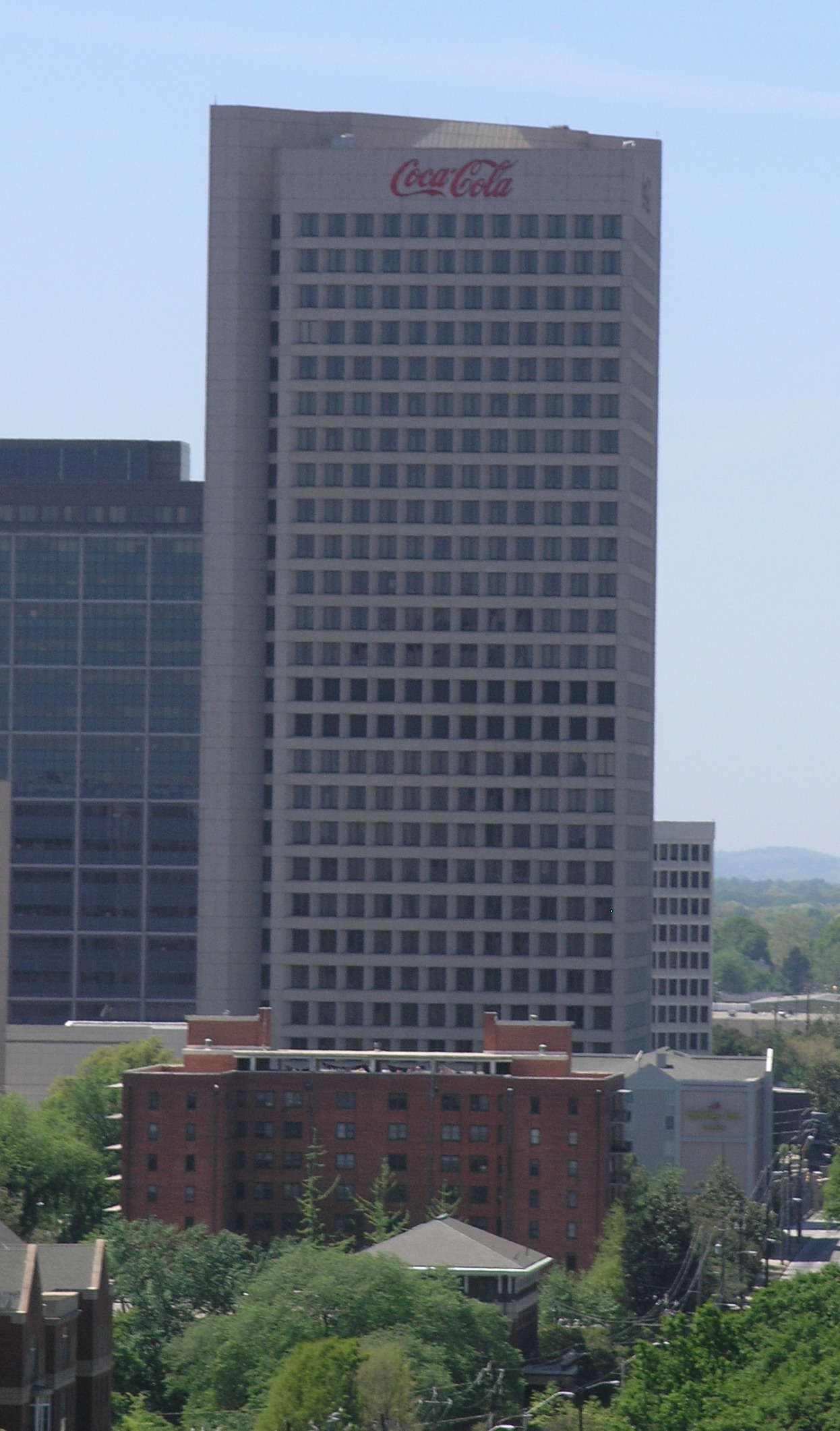
코카콜라 컴퍼니의 본사 건물

애틀랜타는 도시의 경계들 안에서 본사를 둔 포춘 500 기업들의 수에서 뉴욕과 휴스턴의 뒤로 3위에 있다. 포춘 100 기업들 코카콜라 컴퍼니, 홈디포와 UPS를 포함한 몇몇의 주요 국내와 국제 회사들이 애틀랜타 혹은 그 가까운 외곽들에 본사를 두었다. 애틀랜타와 메트로 지역들을 주위로 어떤 주요 기업들을 위한 다른 본사들은 아비스, 칙필레, 어스링크, 에퀴팩스, 조지아-퍼시픽, 옥스퍼드 산업, 서던 컴퍼니, 선트러스트 은행과 와플하우스를 포함한다. 포춘 1000 기업들의 75 퍼센트 이상은 애틀랜타 지역에 존재하고, 지방은 대략 1,250개의 다국적 주식회사들의 사무실을 주최한다.
2006년으로 봐서 애틀랜타 메트로폴리탄 지역은 126,700개의 고도 기술의 직업들과 함께 미국에서 10번째로 가장 큰 고도 기술 중심지로서 순위에 들었다.
델타 항공은 도시의 가장 크며, 메트로 지역의 3번째로 가장 큰 고용주이다.

### 금융
애틀랜타는 상당한 크기의 금융 부문을 가지고 있다. 미국에서 자산 보유에 의한 7번째로 가장 큰 은행 선트러스트 은행은 다운타운에 그 본사를 두었다. 연방 준비 제도는 애틀랜타에 지구 본부를 가지고 있으며 딥사우스의 거의를 감시하는 애틀랜타 연방준비은행은 다운타운에서 미드타운으로 다시 배치되었다. 도시, 주와 공민 지도자들은 도시가 훗날의 미주 자유 무역 지대의 사무국의 본거지를 지내는 장기적 희망을 품는다.
메트로폴리탄 애틀랜타에서 자동차 제조 부문은 최근에 2006년 회사의 비용 절감 조치의 일부와 하퍼빌에서 포드의 애틀랜타 조립 공장의 폐쇄로서 2008년 9월 GM의 도라빌 조립 공장의 휴업을 포함하여 좌절을 겪었다. 하지만 기아자동차는 조지아주 웨스트포인트에 현지공장을 차렸다.

### 매체

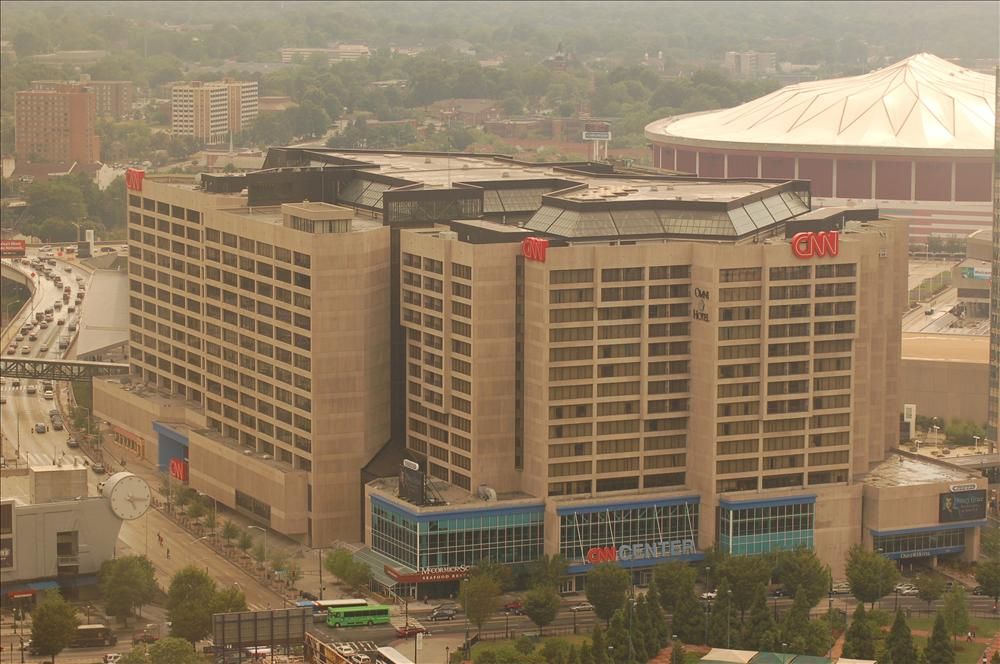
CNN 센터

애틀랜타 메트로 지역은 많은 지방 텔레비전 방송국들에 의하여 담당되었고 2,310,490의 주택들 (총 2.0 퍼센트)과 함께 미국에서 8번째로 가장 큰 지정 시장 지역이다. 거기에는 또한 모든 장르를 담당하는 다수의 지방 라디오 방송국들이 있다.
도시는 주요 케이블 텔레비전 프로그램의 중심지이다. 테드 터너는 애틀랜타에서 터너 브로드캐스팅 시스템의 매체 제국을 시작하여 오늘날 센테니얼 올림픽 공원에 인접한 CNN 센터에 CNN의 본부를 설립하였다. 그의 회사가 번창하면서 그 다른 채널들 - 카툰 네트워크, 부메랑, TNT, 터너 사우스, CNN 인터내셔널, CNN 엔 에스파뇰, CNN 헤드라인 뉴스와 CNN 에어포트 네트워크도 애틀랜타에 자신들의 운영들에 중심을 두었다.
개인 소유 회사 콕스 엔터프라이즈는 애틀랜타에서 그리고 범위를 넘어서 상당한 매체 보유들을 가지고 있다. 그 콕스 커뮤니케이션 구획은 국가의 3번째로 가장 큰 케이블 텔레비전 서비스 설비자이며, 회사는 또한 "애틀랜타 저널-컨스티튜션"을 포함한 미국에서 다스 이상의 일간 신문들을 발간하기도 한다.

### CDC
애틀랜타는 또한 공학자, 곤충학자, 전염병 학자, 생물학자, 물리학자, 수의사, 행동 과학자, 간호원, 의료 과학 기술자, 경제학자, 보건 통보자, 독물학자, 화학자, 컴퓨터 과학자와 통계학자들을 포함한 170개의 종업들과 함께 15,000명 가까운 직원과 함께 미국 질병통제예방센터 (CDC)의 본거지이다.

### 교통

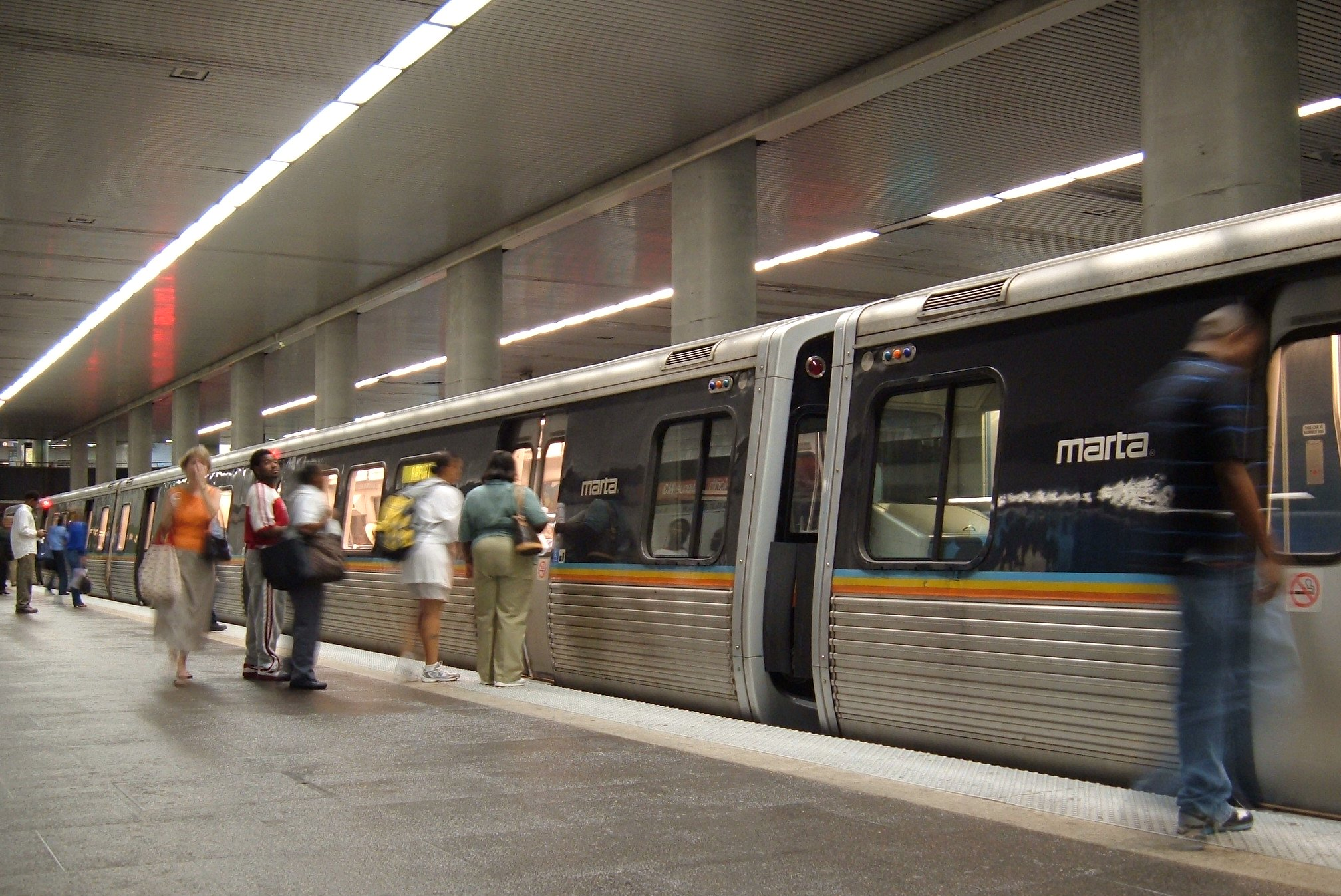
애틀랜타 지하철

승객과 항공기의 교통들에 의하여 측정되면서 세계에서 가장 바쁜 공항 하츠필드 잭슨 애틀랜타 국제공항은 애틀랜타와 많은 국내와 국제 목적지들 사이에 항공 서비스를 마련한다.
도시로부터 발산하는 무료 고속도로의 포괄적인 망상 조직과 함께 애틀랜타 시민들은 지방에서 교통의 지배적인 형식으로서 자신들의 차량들에 의지한다. 애틀랜타는 지방의 내부와 그 둘러싸는 외곽들 사이에 경계를 이루러 온 "the Perimeter"로 지방적으로 알려진 순환 도로 인터스테이트 285에 의하여 대부분 에워싸졌다.

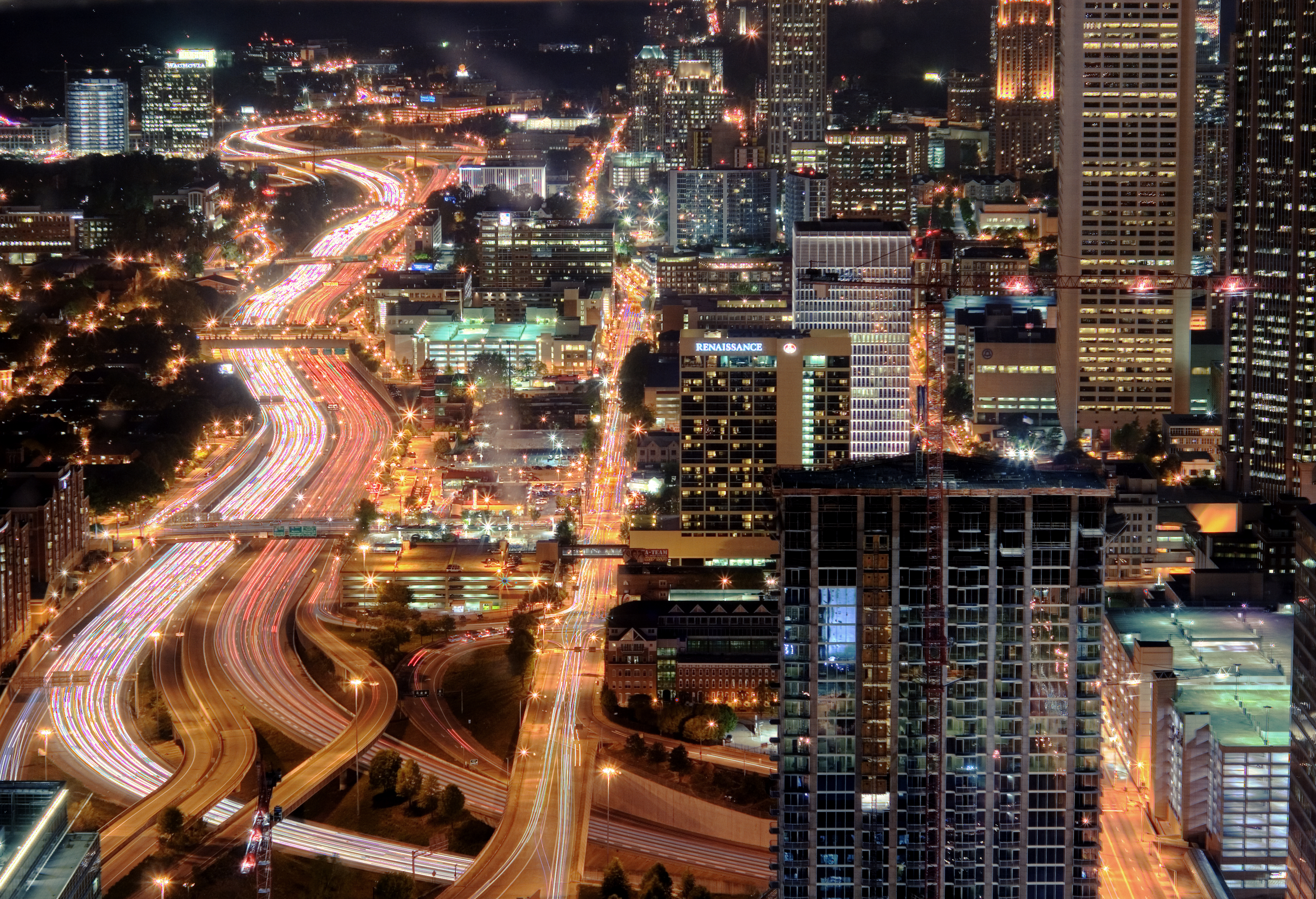
다운타운 커넥터

애틀랜타에서 3개의 주요 주간 고속도로들이 모아지는 데 둘은 도시의 중앙을 통하여 다운타운 커넥터를 형성하는 데 합친다. 합쳐진 고속도로는 하루에 340,000 대 이상의 차량들을 나르고, 미국에서 주간 고속도로의 10개의 가장 혼잡한 구간들 중의 하나이다.
강한 차량 의지는 차량 홍수에 결과를 가져왔고 도시를 국가에서 가장 오염된 도시들 중의 하나로 만든 애틀랜타의 공해에 기여한다. 메트로폴리탄 애틀랜타에서 공해를 줄이는 도움을 주는 데 1996년 깨끗한 공기 캠페인이 창조되었다.
최근의 세월에 애틀랜타 메트로 지역은 미국에서 가장 긴 평균 통근 시간의 정상에 혹은 그 근처로 순위에 들었다. 또한 애틀랜타 메트로 지역은 국가에서 최악의 교통으로 정상에 혹은 그 근처로 순위에 들기도 하였다.
많은 차량 사용량에 불구하고 메트로폴리탄 애틀랜타 고속 수송 당국 (MARTA)에 의하여 운영된 애틀랜타의 지하철 시스템은 국가에서 7번째로 가장 바쁘다. MARTA는 또한 풀턴, 더캘브와 그위넷 군들 안에 버스 시스템을 운영하기도 한다. 클레이턴, 코브와 그위넷 군들은 열차가 아닌 버스를 이용하는 각각 갈라진 자율적 수송 당국들을 운영한다.
애틀랜타는 철도의 타운으로 시작하여 다운타운에서 거리 수준 아래 교차 노퍽서던과 CSX에 속하는 몇몇의 화물선들과 함께 아직도 주요 철도 교차점으로 지낸다. 그것은 NS에 인먼 야드와 CSX에 틸퍼드 야드 둘다의 철도들을 위하여 주요 분류 야드들의 본거지이다.

## 인구 통계
| 인구조사              | 인구    | Note  | %±     |
| --------------------- | ------- | ----- | ------ |
| 1850년                | 2,572   |       | —      |
| 1860년                | 9,554   |       | 271.5% |
| 1870년                | 21,789  |       | 128.1% |
| 1880년                | 37,409  |       | 71.7%  |
| 1890년                | 65,533  |       | 75.2%  |
| 1900년                | 89,872  |       | 37.1%  |
| 1910년                | 154,839 |       | 72.3%  |
| 1920년                | 200,616 |       | 29.6%  |
| 1930년                | 270,366 |       | 34.8%  |
| 1940년                | 302,288 |       | 11.8%  |
| 1950년                | 331,314 |       | 9.6%   |
| 1960년                | 487,455 |       | 47.1%  |
| 1970년                | 495,039 |       | 1.6%   |
| 1980년                | 425,022 |       | −14.1% |
| 1990년                | 394,017 |       | −7.3%  |
| 2000년                | 416,474 |       | 5.7%   |
| 2010년                | 420,003 |       | 0.8%   |
| 2019 (추산)           | 506,811 | [ 9 ] | 20.7%  |
| U.S. Decennial Census |         |       |        |

2007년 7월로 봐서 애틀랜타 메트로폴리탄 지역은 5,278,904명의 측정된 인구를 가졌다. 도시의 인종 구성은 55.7 퍼센트 흑인, 37.2 퍼센트 백인, 2.3 퍼센트 아시아인, 0.2 퍼센트 아메리카 인디언, 다른 인종들로부터 3.7 퍼센트 그리고 2개 혹은 이상의 인종들로부터 0.9 퍼센트였으며 인구의 5.9 퍼센트는 아무 인종의 히스패닉 혹은 라티노였다.
인구 조사국의 측정에 의하면 메트로폴리탄 애틀랜타는 수적인 증가에 의하여 2000년 이래 국가에서 가장 빠르게 번창하는 지역이다.
애틀랜타는 또한 그 백인 인구에서 유일하고 과감한 인구 통계 증가를 보고 있다. 브루킹스 연구소는 도시 인구의 백인 일부분은 아무 다른 미국의 도시보다 2000년과 2006년 사이에 더욱 빠르게 자라났다고 말한다. 2000년 31 퍼센트에서 2006년 35 퍼센트로 증가하여 26,000명의 수치 이득으로 1990년과 2000년 사이에 두배보다 더욱 많이 증가하였다. 경향은 각각 지나간 한해와 함께 집합의 힘으로 보인다. 워싱턴 D. C. 만이 그 세월 동안 백인 인구 일부분에서 비교적인 증가를 보았다.
애틀랜타는 또한 미국에서 가장 빠르게 번창하는 백만장자 인구가 사는 편이다. 주요 거주지와 소비할 수 있는 물건들을 포함하지 않은 투자할 수 있는 자산에서 1백만 달러 혹은 그 이상과 함께 애틀랜타에서 다수의 가족들은 대략 103,000명으로 2011년을 통하여 69 퍼센트로 증가하는 데 계획되었다.

### 둘러싸인 지방자치제
애틀랜타 지방의 인구는 매사추세츠주의 지역보다 더욱 큰 대지 지역으로 8,376 마일 (21,684km2)의 메트로폴리탄 지역을 가로질러 퍼진다. 조지아주가 정부의 크게 분산화된 기부금 아래 주민들이 사는 지역으로 미시시피강 동부의 아무 다른 주보다 더욱 많은 군들을 지니고 있다. 2000년 인구 조사국으로 봐서 메트로폴리탄 지역의 10명의 주민들 중 1명보다 적게 완전히 애틀랜타 내부에 살았다.

### 종교
애틀랜타의 도시 안에서 예배의 1,000개 이상의 장소들이 있다. 남부 침례교회, 연합 감리교회와 장로교회 같은 전통적 남부의 종파들을 위한 주요 중심지로 지내온 도시 애틀랜타에서 개신교 신앙들은 잘 대표되었다. 특히 외곽 지역들에서 큰 수의 "100만 배의 교회"들이 있다.
애틀랜타는 2000년 311,000명에서 2007년 650,000명으로 자라난 크고 빠르게 번창하는 로마 가톨릭 인구를 지니고 있다. 애틀랜타의 84 교구 대주교를 보시다시피 애틀랜타는 그 지방을 위한 대도시 역할을 한다. 대주교 성당은 그리스도 왕 성당이다. 또한 메트로폴리탄 지역에 위치한 것들은 몇몇의 동방 가톨릭 교구들이다.
도시는 애틀랜타의 메트로폴리스를 참조로 그리스 정교회의 성모 영보 대축일 대성당을 주최한다.
애틀랜타는 또한 북부 조지아주, 중부 조지아주의 거의와 서부 조지아주의 채터후치강 유역의 전부를 포함한 애틀랜타 주교 관구를 참조한다. 이 관구는 버크헤드에 있는 성빌립보 성당에 본부를 두었다.
애틀랜타는 몇몇의 지역 교회 기관들을 위한 본보들로 지낸다. 미국 복음주의 루터교회의 남동부 시노드(Synod)는 다운타운 애틀랜타에 사무실들을 유지한고, 미국 복음주의 루터교회 교구들은 메트로 지역을 통하여 다수이다. 애틀랜타 메트로 지역에는 8개의 그리스도 연합교회의 집회소들이 있다.
국가 침례회 집회와 아프리카 감리교 감독교회 같은 아프리카계 미국인 개신교 종파들이 지역에서 강하게 대표하였다. 이들 개신교 교회들은 애틀랜타 대학교 센터에 있는 종파간 신학 센터 단지를 형성하는 몇몇의 신학교들을 가지고 있다.
도시는 샌디스프링스 외곽에 위치한 예수 그리스도 후기 성도 교회의 사원을 가지고 있다.
메트로폴리탄 애틀랜타는 또한 활기에 넘치는 유대인 공동체가 살며 61,300 가족들에서 120,000명의 개인들을 포함하는 데 측정되어 애틀랜타의 유대인 인구를 1996년 17번째로 가장 큰 인구에서 미국에서 11번째로 가장 큰 인구로 만들었다. 또한 지역에 75,000명의 무슬림들과 대략 35개의 모스크들이 있는 것으로 측정되었다.

## 교육

### 초보와 중등 교육

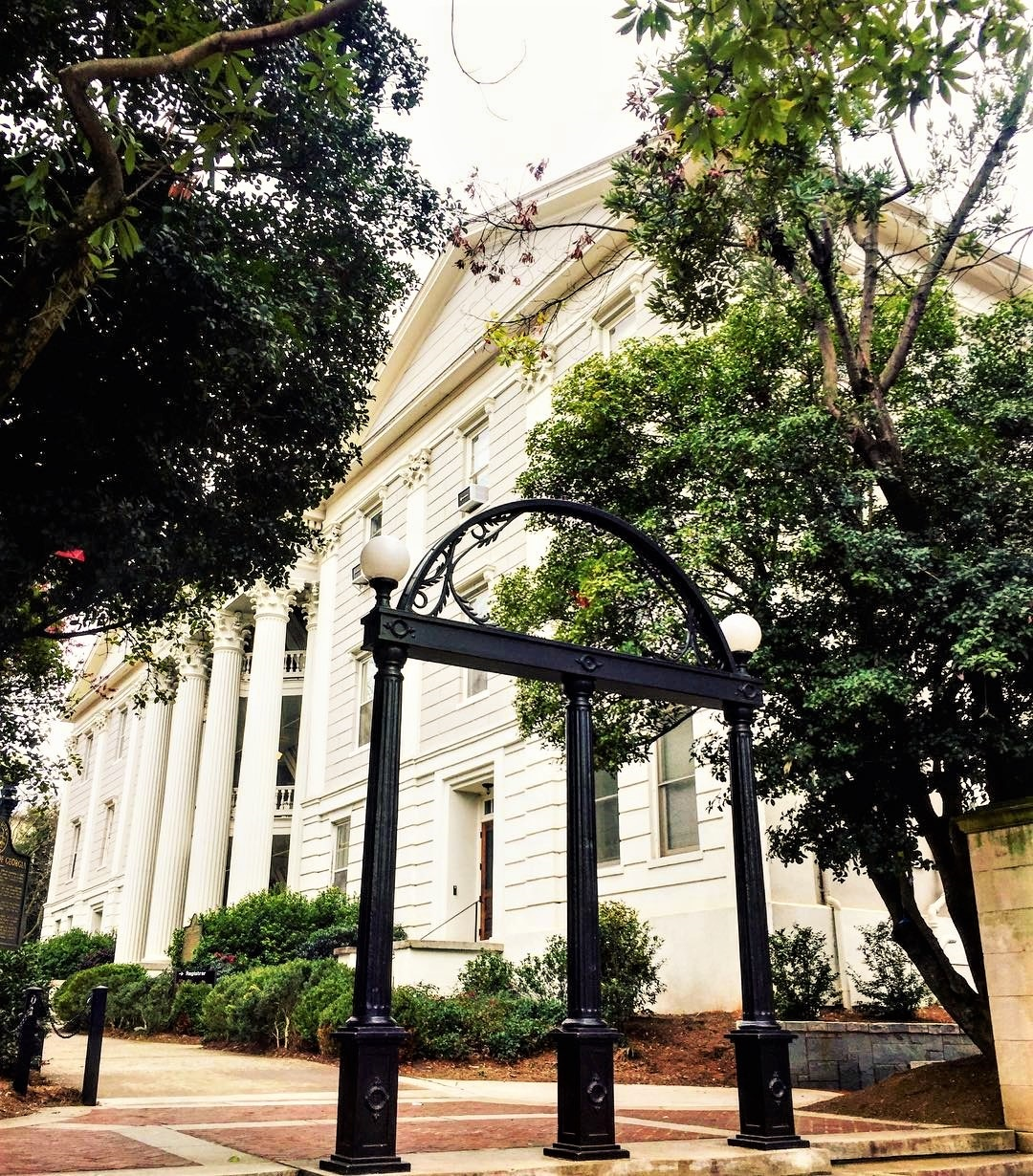
조지아 대학교의 한 입구

공립 학교 제도 (애틀랜타 공립 학교)는 애틀랜타 교육부에 의하여 운영된다. 2007년으로 봐서 교육 제도는 총 106개의 학교들에 수학하는 49,773명의 학생들의 활동적 등록을 가졌으며, 58개의 초등학교, 16개의 중학교, 20개의 고등학교와 7개의 차터 스쿨을 포함한다. 학교 제도는 또한 중고등학생들을 위한 2개의 새로운 중등학교, 2개의 단일 성별 학원들과 성인 학습 센터를 후원한다.

### 대학과 칼리지들
애틀랜타는 US 뉴스 & 월드 리포트에 의하여 1999년 이래 톱 10 공립 대학들 중에서 랭킹에 들어온 우세한 공학과 연구의 대학 조지아 공과대학교와 조지아 주립 대학교를 포함한 30개 이상의 고등 교육 시설들을 가지고 있다. 도시는 또한 국가에서 역사적으로 흑인들의 대학과 칼리지들의 가장 큰 협회 애틀랜타 대학 센터를 주최하기도 한다. 그 회원들은 클라크 애틀랜타 대학교, 모어하우스 칼리지, 스펠먼 칼리지와 종파간 신학 센터를 포함한다. 애틀랜타 대학 센터의 학교들로 인접했으나 그들로부터 독립한 것은 모어하우스 의학 대학원이다.
외곽의 애틀랜타는 US 뉴스 & 월드 리포트에 의하여 미국에서 톱 20 학교들 중의 하나로서 결실히 순위에 들어온 국제적으로 현저한 교양 과목과 연구소로 알려진 에모리 대학교를 포함한 몇몇의 칼리지들을 지니고 있다.

## 문화

### 관광

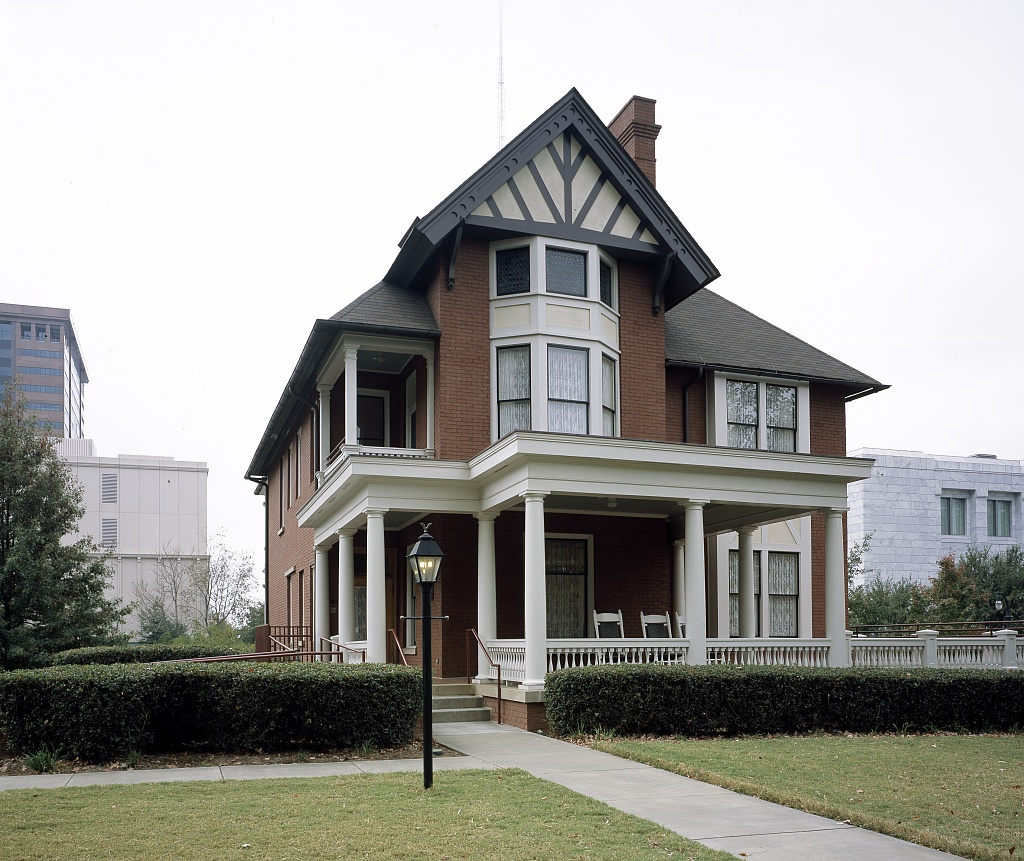
마거릿 미첼의 집. 그녀는 여기서 〈바람과 함께 사라지다〉를 썼다.

애틀랜타는 세계에서 가장 큰 수족관으로 2005년에 개장한 조지아 수족관을 나타낸다. 그 수족관은 또한 역사에서 미술품, 자연사와 음료들까지 다양한 주제들에 다양한 박물관들을 주최하기도 한다. 도시에서 박물관과 목적지들은 애틀랜타 역사 센터, 카터 센터, 마틴 루터 킹 주니어 국립사적지, 애틀랜타 원형 파노라마 (애틀랜타 전투를 그린 원형 유화)와 남북 전쟁 박물관, 그리고 마거릿 미첼 집과 박물관을 포함한다.
피드먼트 공원은 애틀랜타의 많은 축제와 문화적 이벤트들을 주최한다. 애틀랜타 식물원은 공원의 옆에 앉아있다.
도시에세 가장 유명한 미술관들은 가장 유명한 하이 미술관, 애틀랜타 미술 연구소와 조지아 현대 미술관을 포함한다.

### 연예와 공연 예술들
애틀랜타의 클래식 음악 장면은 애틀랜타 심포니 오케스트라, 애틀랜타 오페라, 애틀랜타 발레단, 뉴트리니티 바로크, 메트로폴리탄 심포니 오케스트라와 애틀랜다 소년 합창단을 포함한다. 도시는 잘 알려지고 활동적 라이브 음악 장면을 가지고 있다.

### 스포츠

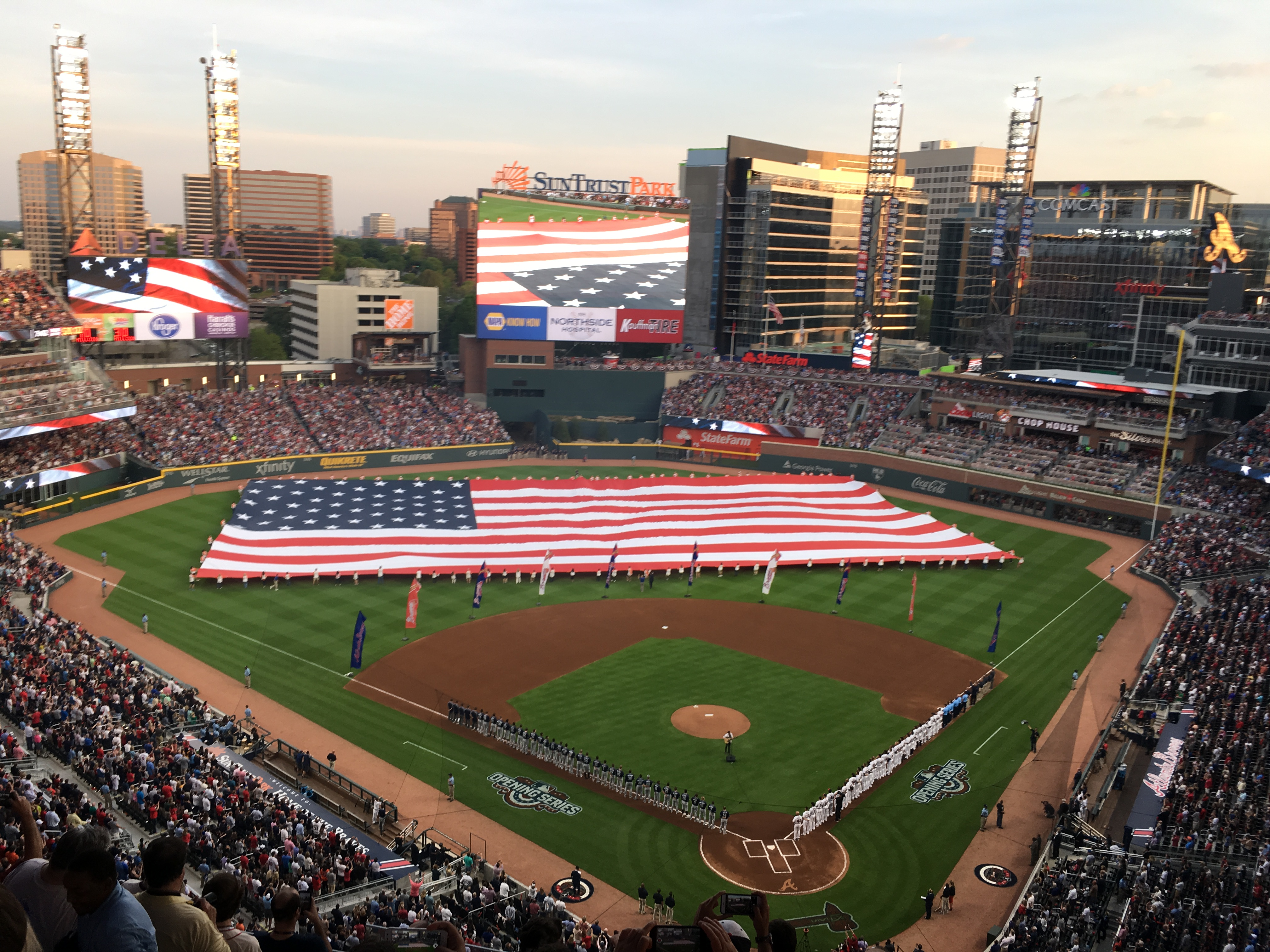
선트러스트 파크. 2017년부터 애틀랜타 브레이브스의 홈구장으로 쓰이게 되었다.

애틀랜타는 미국에서 4개의 다른 메이저 리그 스포츠들 전부로부터 팀들을 포함한 몇몇의 프로 스포츠 프랜차이즈에 본거지이다. MLB의 애틀랜타 브레이브스와 NFL의 애틀랜타 팰컨스는 1966년 이래 도시에서 활약되어 왔다. NBA의 애틀랜타 호크스는 1968년 이래 애틀랜타에서 활약하였다. 1997년 6월 25일 애틀랜타는 NHL 확장 프랜차이즈가 수여되었고, 애틀랜타 스래셔스는 도시의 가장 새로운 아이스하키 팀이 되었다.
골프에서 엘리트 선수들을 나타내는 시즌의 결승 PGA 투어 이벤트 투어 챔피언십은 이스트레이크 골프 클럽에서 해마다 활약되었다. 이 골프 코스는 애틀랜타 토박인으로 거대한 아마추어 골프 선수 바비 존스에게 그 연결 때문에 이용되었다.
애틀랜타는 대학 스포츠에서 풍부한 전통을 가지고 있다. 조지아 테크 옐로우 재키츠는 미식축구와 농구를 포함한 17개의 대학 스포츠에 참가한다.

## 미래를 바라보며

### 교통
도시는 인구와 고용에서 다시 자라나고 있으며 이 번창은 가속된 속도에서 지속되는 데 계획되었으며, 2006년 480,000명의 인구에서 2030년 780,000명으로, 그리고 395,000개의 직업들에서 570,000개로 늘어나는 것이다. 교통의 관점으로부터 도전은 점점 다양한 인구에 의하여 욕구된 생활의 품질을 유지하는 동안 이 번창을 숙박시키는 것이다. 이 필요성은 대지 이용과 교통 사이에 연결을 강화시키는 것이다. 커넥트 애틀랜타 계획은 이 중요한 목표들을 달성하는 데 추구한다. 그 추천들은 철도 교통과 단파의 버스 운송로의 95 마일을 건설하고, 자전거 레인들의 200 마일, 존재하는 도로망으로 더욱 나은 연결로 어떤 새로운 거리들을 추가하고 도로 확장 계획들을 포함한다. 그러나 불경기에 도전될 주와 지방에서 온 근원들을 포함한 기금이 찾아져야 한다.

### 발전과 부식
그러나 도시의 전부 지역들이 번영하지 않고 있다. 이웃 안정화 프로그램의 일부로서 애틀랜타는 그렇지 않으면 포기와 황폐가 될 것 같은 유질 처분된 자산들을 얻어 재개발하는 도움을 주는 데 2008년 1억 2천 3백만 달러로 배분되었다.
재빠른 발전을 경험한 지역들 중의 하나는 도시의 고층 건물들의 대략 3분의 1을 포함하는 미드타운 애틀랜타이다. 외곽들로 후퇴의 10년간 세월에 이어 주민들이 도시로 돌아오기 시작하면서 미드타운은 다운타운의 사무실과 목적지들로 근접은 물론 오락 시설과 목적지들의 매력적인 혼합을 제공한다. 다운타운 커넥터에 놓인 새로운 다리는 정화의 세월들 후에 새로운 주택, 사무실과 소매상 공간의 지대로 들어가서 변형되어 온 애틀랜타 철강 회사의 이전 지대에 애틀랜틱 스테이션으로 불린 수십억 달러의 복합 용도 개발지로 미드타운을 연결한다. 하부에 7,300 공간의 주차장과 함께 쇼핑 지역은 친근한 횡단 보도이며 많은 거리들은 가끔 특별한 이벤트들을 위하여 폐쇄된다.
미드타운 얼라이언스는 미드타운에서 생활의 전체 품질을 향상시키는 일을 하는 1978년에 형성된 지원자, 고용주들 그리고 비지니스와 공동체의 지도자들의 단체이다. 활동들은 이웃 안전을 향상시키고, 지역의 예술과 교육 프로그램들을 개발하고 공동체의 지도자들을 세우는 것을 포함한다. "블루프린트 미드타운"으로 불린 기본 계획은 한번 짓밟힌 미드타운 지역을 인기있는 이웃으로 전향시키는 도움을 준 경제적 부활을 야기시키면서 신임을 얻었다.

### 범죄
하지만 FBI에 의하여 나온 통계에 의하면 4년의 세월에 도시가 그 가장 높은 살인죄와 가중 폭행의 수를 기록하면서 2006년부터 2007년까지 폭력 범죄가 7 퍼센트에 의하여 증가하였다. 재산 범죄는 같은 시기에 12.4 퍼센트로 올라갔다. 폭력 범죄와 살인죄는 또한 메트로 애틀랜타의 가장 큰 군들의 대부분에서 올라가기도 하였다.

## 자매 도시
- 자메이카 몬테고 베이 (1972년)
- 브라질 리우데자네이루 (1972년)
- 나이지리아 라고스 (1974년)
- 중화민국 타이베이시 (1974년)
- 프랑스 툴루즈 (1974년)
- 영국 뉴캐슬어폰타인 (1977년)
- 대만 타이베이 (1979년)
- 대한민국 인천광역시 연수구 (1981년)
- 벨기에 브뤼셀 (1983년)
- 트리니다드 토바고 포트오브스페인 (1987년)
- 조지아 트빌리시 (1988년)
- 루마니아 부쿠레슈티 (1994년)
- 그리스 올림피아 (1994년)
- 베냉 코토누 (1995년)
- 도미니카 공화국 살세도 (1996년)
- 독일 뉘른베르크 (1998년)
- 이스라엘 라아나나 (2000년)
- 에티오피아 아디스아바바 (2004년)
- 일본 후쿠오카시 (2005년)
- 대한민국 김천시 (2020년)